# Teulada (Spagna)
Teulada è un comune spagnolo situato nella comunità autonoma Valenciana, nella provincia di Alicante.

## Amministrazione

### Gemellaggi
- Teulada